# Hueyitlalpan
Hueyitlalpan är en ort i Mexiko.   Den ligger i kommunen Mártir de Cuilapan och delstaten Guerrero, i den södra delen av landet, 200 km söder om huvudstaden Mexico City. Hueyitlalpan ligger 1 660 meter över havet och antalet invånare är 1 619.
Terrängen runt Hueyitlalpan är huvudsakligen kuperad, men norrut är den bergig. Runt Hueyitlalpan är det ganska glesbefolkat, med 50 invånare per kvadratkilometer. Närmaste större samhälle är Chilapa de Alvarez, 15,5 km sydost om Hueyitlalpan. I omgivningarna runt Hueyitlalpan växer huvudsakligen savannskog.